# ريد هولت
ريد هولت (بالإنجليزية: Red Holt)‏ هو لاعب كرة قاعدة أمريكي، ولد في 25 يوليو 1894 في دايتون في الولايات المتحدة، وتوفي في 2 فبراير 1961 في برمنغهام في الولايات المتحدة.

## وصلات خارجية
- ريد هولت على موقعبيزبول رفرنس.كوم (الدوري الرئيسي) (الإنجليزية)
- ريد هولت على موقعبيزبول رفرنس.كوم (الدوري الثانوي) (الإنجليزية)